# الفرقة الرابعة (رايخسفير)
الفرقة الرابعة كانت وحدة في الرايخسفير.

## الإنشاء
في الأمر الصادر في 31 يوليو 1920 بشأن تخفيض الجيش (للامتثال للحدود العليا لحجم الجيش الوارد في معاهدة فرساي)، تقرر أنه في كل Wehrkreis ( منطقة عسكرية ) سيتم إنشاء فرقة بحلول 1 أكتوبر 1920. تم تشكيل الفرقة الرابعة في يناير 1921 من
كتائب-الرايخويهر 12 و16 و19، وكلها جزء من Übergangsheer (الجيش الانتقالي) السابق.
كان يتألف من 3 أفواج مشاة: أفواج المشاة 10 و11 (الساكسونية)، وفوج المشاة الثاني عشر. كما تضمنت فوج مدفعية وكتيبة هندسية وكتيبة إشارات وكتيبة نقل وكتيبة طبية. كانت تابعة لـ Gruppenkommando 1.
كان قائد الفهرس الرابع في وقت واحد قائد الفرقة الرابعة. كان قادتها:
- الجنرال دير إينفانتيري باولوس فون ستولزمان 1 أكتوبر 1920 - 16 يونيو 1921
- جينيرال لوتنانت ألفريد مولر 16 يونيو 1921 - 29 أكتوبر 1925
- الجنرال دير إينفانتيري ريتشارد فون باولز 29 أكتوبر 1925 - 1 يونيو 1926
- الجنرال دير إينفانتيري إريك ولوارث 1 يونيو 1926 - 1 يناير 1929
- الجنرال دير إينفانتيري إدوين فون ستولبناجل 1 يناير 1929 - 1 نوفمبر 1931
- جينيرال لوتنانتCurt Freiherr von Gienanth 1 نوفمبر 1931 - 30 سبتمبر 1933

توقفت الوحدة عن الوجود على هذا النحو بعد أكتوبر 1934، وتم نقل وحداتها التابعة إلى الفرقة الـ 21 التي تم إنشاؤها حديثًا في تلك السنة.

## الحاميات
كان مقر الفرقة في درسدن.